# Clematis caleoides
Clematis caleoides là một loài thực vật có hoa trong họ Mao lương. Loài này được Standl. & Steyerm. mô tả khoa học đầu tiên năm 1944.